# 城子镇 (九江市)
城子镇，是中华人民共和国江西省九江市柴桑区下辖的一个乡镇级行政单位。

## 行政区划
城子镇下辖以下地区：
城镇村、白马湖村、龙江湖村、火龙村、彭湾村、赤湖村和赤湖水产场生活区。